# Haverfordwest
Haverfordwest (wal. Hwlffordd) – miejscowość w południowo-zachodniej Walii (Wielka Brytania), ośrodek administracyjny hrabstwa Pembrokeshire. Według spisu ludności przeprowadzonego w 2001 roku, Haverfordwest liczy 10 808 mieszkańców.
W Haverfordwest urodził się Christian Bale, brytyjski aktor, producent filmowy.